# 瑟利什泰

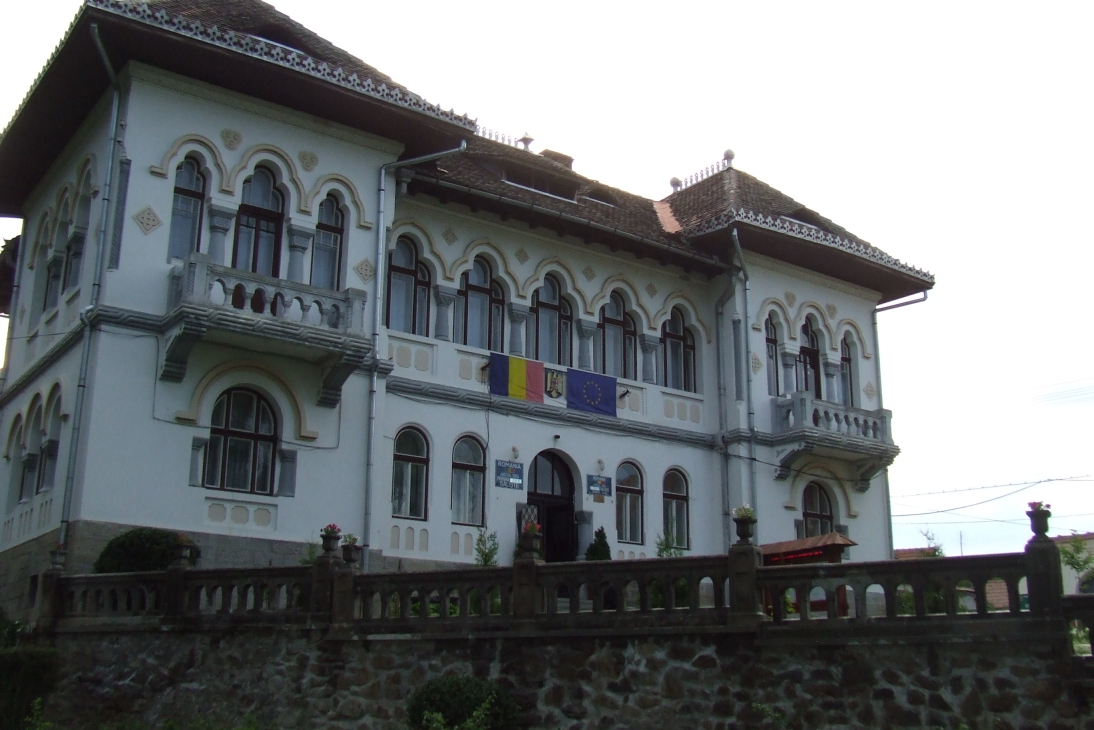

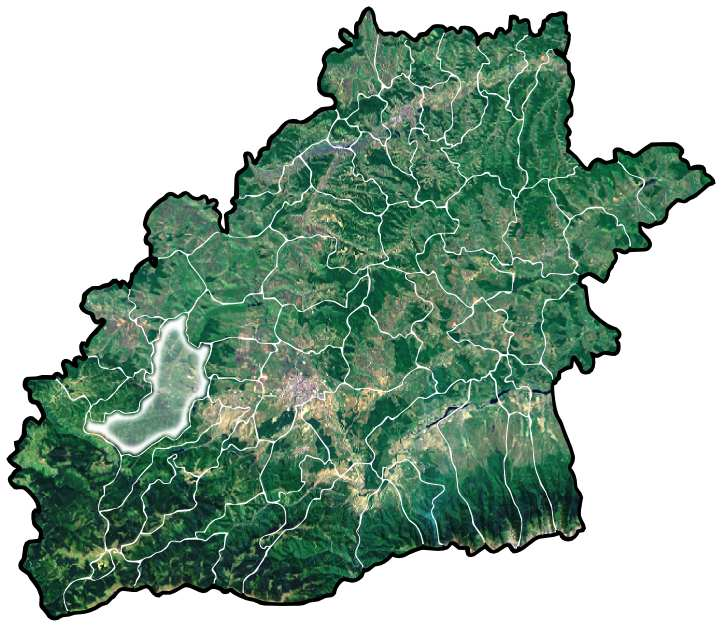

瑟利什泰是羅馬尼亞的城鎮，位於該國中部，距離首府錫比烏21公里，由錫比烏縣負責管轄，面積226.78平方公里，海拔高度537米，2011年人口5,040，大多數居民信奉東正教。